# Midlothian (Illinois)
Midlothian es una villa ubicada en el condado de Cook en el estado estadounidense de Illinois. En el Censo de 2010 tenía una población de 14819 habitantes y una densidad poblacional de 2.029,67 personas por km².

## Geografía
Midlothian se encuentra ubicada en las coordenadas 41°37′32″N 87°43′27″O / 41.62556, -87.72417. Según la Oficina del Censo de los Estados Unidos, Midlothian tiene una superficie total de 7.3 km², de la cual 7.3 km² corresponden a tierra firme y (0%) 0 km² es agua.

## Demografía
Según el censo de 2010, había 14819 personas residiendo en Midlothian. La densidad de población era de 2.029,67 hab./km². De los 14819 habitantes, Midlothian estaba compuesto por el 74.11% blancos, el 11.22% eran afroamericanos, el 0.32% eran amerindios, el 1.45% eran asiáticos, el 0.03% eran isleños del Pacífico, el 9.94% eran de otras razas y el 2.94% pertenecían a dos o más razas. Del total de la población el 20.53% eran hispanos o latinos de cualquier raza.